# Trichocerapoda arrosta
Trichocerapoda arrosta là một loài bướm đêm trong họ Noctuidae.